# Lindy Ruff
Lindy Cameron Ruff (Warburg, Alberta, Kanada, 1960. február 27.) 1997–2013 között a Buffalo Sabres edzője volt. Világbajnoki ezüstérmes edző és kétszeres olimpiai bajnok másodedző.

## Karrier statisztika, mint játékos
| 1976–1977       | Taber Golden Suns   | AJHL            | 60  | 13  | 33  | 46  | 112  | —  | —  | —  | —  | —   |
| 1976–1977       | Lethbridge Broncos  | WCHL            | 2   | 0   | 2   | 2   | 0    | —  | —  | —  | —  | —   |
| 1977–1978       | Lethbridge Broncos  | WCHL            | 66  | 9   | 24  | 33  | 219  | 8  | 2  | 8  | 10 | 4   |
| 1978–1979       | Lethbridge Broncos  | WHL             | 24  | 9   | 18  | 27  | 108  | 6  | 0  | 1  | 1  | 0   |
| 1979–1980       | Buffalo Sabres      | NHL             | 63  | 5   | 14  | 19  | 38   | 8  | 1  | 1  | 2  | 19  |
| 1980–1981       | Buffalo Sabres      | NHL             | 65  | 8   | 18  | 26  | 121  | 6  | 3  | 1  | 4  | 23  |
| 1981–1982       | Buffalo Sabres      | NHL             | 79  | 16  | 32  | 48  | 194  | 4  | 0  | 0  | 0  | 28  |
| 1982–1983       | Buffalo Sabres      | NHL             | 60  | 12  | 17  | 29  | 130  | 10 | 4  | 2  | 6  | 47  |
| 1983–1984       | Buffalo Sabres      | NHL             | 58  | 14  | 31  | 45  | 101  | 3  | 1  | 0  | 1  | 9   |
| 1984–1985       | Buffalo Sabres      | NHL             | 39  | 13  | 11  | 24  | 45   | 5  | 2  | 4  | 5  | 15  |
| 1985–1986       | Buffalo Sabres      | NHL             | 54  | 20  | 12  | 32  | 158  | —  | —  | —  | —  | —   |
| 1986–1987       | Buffalo Sabres      | NHL             | 50  | 6   | 14  | 20  | 74   | —  | —  | —  | —  | —   |
| 1987–1988       | Buffalo Sabres      | NHL             | 77  | 2   | 23  | 25  | 179  | 6  | 0  | 2  | 2  | 23  |
| 1988–1989       | Buffalo Sabres      | NHL             | 63  | 6   | 11  | 17  | 86   | —  | —  | —  | —  | —   |
| 1988–1989       | New York Rangers    | NHL             | 13  | 0   | 5   | 5   | 31   | 2  | 0  | 0  | 0  | 17  |
| 1989–1990       | New York Rangers    | NHL             | 56  | 3   | 6   | 9   | 80   | 8  | 0  | 3  | 3  | 12  |
| 1990–1991       | New York Rangers    | NHL             | 14  | 0   | 1   | 1   | 27   | —  | —  | —  | —  | —   |
| 1991–1992       | Rochester Americans | AHL             | 62  | 10  | 24  | 34  | 110  | 13 | 0  | 4  | 4  | 16  |
| 1992–1993       | San Diego Gulls     | IHL             | 81  | 10  | 32  | 42  | 100  | 14 | 1  | 6  | 7  | 26  |
| NHL Összesített | NHL Összesített     | NHL Összesített | 691 | 105 | 195 | 300 | 1264 | 52 | 11 | 13 | 24 | 193 |

## Edzői pályafutása
Edzősége a Florida Panthersnél kezdődött, mint segédedző. Floridában az 1993-1994-es szezonban írt alá és az 1996-1997-es szezon végéig ott dolgozott. A Florida csapatával 1996-ban Stanley kupa döntőbe is jutott, de ott alulmaradtak a Colorado Avalanche-el szemben. Lindy Ruffot 1997. július 21-én nevezték ki a Buffalo Sabres vezetőedzőjének és azóta is töretlen a bizalom a vezetőktől. Nem maradtak el a sikerek sem, az 1997-1998-as szezonban a keleti konferencia döntőjébe jutott  a csapattal, majd az 1998-1999-es szezonban bejutott újfent a Stanley kupa döntőjébe, de immár mint vezetőedző. Ezt a döntőt mint az előző döntőjét is elvesztette. A Dallas Stars diadalmaskodott a Buffalo felett, egy máig vitatott Brett Hull góllal.
A következő két szezonban a rájátszás első körében búcsúzott a Sabres, a Philadelphia és a Pittsburgh ellenében.
Ezután jött három rájátszás nélküli év. Majd a 2004-2005-ös szezon elmaradt az NHL-es bérvita miatt. A bérvita utáni idényben egészen a keleti döntőig jutott a Buffalo, ahol a Carolina kiejtette a szablyásokat. A döntőhöz hozzátartozik, hogy rengeteg sérültje volt akkor Ruff-nak, szinte egy komplett védősora hiányzott. Ebben az évben Ruff megkapta a Jack Adams-díjat, ezt a kupát az idény legjobb edzőjének ítélik oda. A 2006-2007-es idény remekül sikerült a csapatának. A Buffalo megnyerte az NHL alapszakaszát, így a csapat megkapta a  Elnöki trófeát, és ezzel párhuzamosan megnyerte az északkeleti divíziót is. A rájátszásban ismét a keleti döntőig sikerült eljutni, de ott az Ottawa Senators megálljt parancsolt.

## Díjai
- Jack Adams-díj: 2006